# Новомарьяновка
Новомарья́новка (укр. Новомар'янівка) — село,
Апостоловский городской совет,
Апостоловский район,
Днепропетровская область,
Украина.
Код КОАТУУ — 1220310103. Население по переписи 2001 года составляло 118 человек.

## Географическое положение
Село Новомарьяновка находится на расстоянии в 0,5 км от посёлка Украинка.
По селу протекает большой ирригационный канал.